# علاقات خاصة (مسلسل)
علاقات خاصة مسلسل عربي من إخراج رشا شربتجي، ومن إنتاج شركة أون لاين برودكشن، صَدر المسلسل في أواخر سنة 2014، في حين انتهى عرضه في شهر يناير من سنة 2016، وقد قامت قناة دوزيم بشراء حقوق البث من أجل إعادة نقل المسلسل في المغرب، كان هذا في شهر يوليو من سنة 2017.

## قصة المسلسل
صٌور المسلسل في العديد من المدن العربية على غرار بيروت، دمشق ثم القاهرة، ويحكي عن قصة خمس أزواج تتشابك قصصهم مع بعض في قالب درامي مثير.

## طاقم العمل

### الممثلون
- منى واصف
- ماجد المصري
- ديمة قندلفت
- أحمد زاهر
- عمار شلق
- باسم ياخور
- صفاء سلطان
- جيني إسبر
- عصام بريدي
- سحر فوزي
- علاء الزعبي
- طارق الصباغ
- عبد الهادي صباغ
- ليلى قمري
- جوي خوري
- رنا شميس
- طوني عيسى
- أيه طيبه
- ريم نصر الدين

### كادر العمل
- رشا شربتجي (مخرج)
- أمير مصطفى نعمو (مونتير)
- نور شيشكلي (قصة وسيناريو وحوار)
- مؤيد النابلسي (سيناريو)